# Giacomo Conterno
Giacomo Conterno — итальянский производитель вина из региона Пьемонте в округе Ланге.  Вина Бароло и Барбера производятся на винодельне, расположенной в Монфорте д'Альба, традиционными методами и считаются одними из лучших, производимых в зоне Бароло.

## История
Производство Кантинеа Джакомо Контерно Бароло, вероятно, началось в 1908 году, с основания таверны Джованни Контерно в Сан-Джузеппе около города Монфорте-д’Альба. 

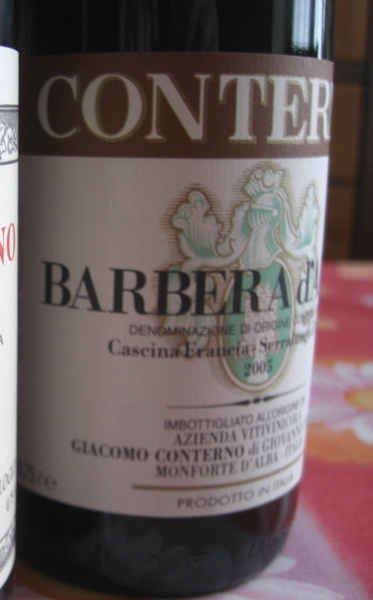
Giacomo Conterno Barbera d'Alba Cascina Francia.

Несмотря на это, Джованни Контерно, происходящий из семьи с винодельческими корнями, уходящими истоками к XVIII веку, считается одним из первых малых производителей вина Бароло, которые начали разливать собственное вино в бутылки. В течение 1920-х годов  Бароло продавалось в бочках или больших оплетённых бутылках. После смерти Джованни Контерно в 1934 году Джакомо Контерно создал Бароло Монфортино с большим сроком хранения, и назвал его в честь родного Монфорте-д’Альба. В течение 54 лет два вида Бароло, Normale и Riserva, производились из покупного винограда с девизом, что время хранения в бутылках должно быть не менее 10-20 лет, иначе вино было «непригодным для питья». Сыновья Джакомо Контерно, Джованни и Альдо Контерно, официально приняли предприятие в 1961 году. Старший сын Джакомо, Джованни, уже отвечал за виноделие начиная с 1959 года, Альдо в конечном счете разошелся во взглядах на положение дел бизнеса со своим братом и основал собственное производство — Подери Альдо Контерно в 1969 году. В то время как вина Джакомо Контерно сохраняли строго традиционную философию виноделия Бароло, Альдо Контерно предпочел «модернистский» подход к недолгому выдерживанию вина в бочках, что, по его мнению, и добавляет ванильную сладость вину.
В 1974 году Джованни Контерно купил виноградник Каскина Франсия в Серралунге, положив конец покупке фруктов у местных фермеров. Первая партия вина с указанием на этикетке года урожая была создана из плодов с собственного виноградника в 1978 году. Название Cascina Francia не появлялось на этикетке Normale до 1980 года.
Младший сын Джованни Контерно, Роберто начал работать у своего отца в 1988 году, и после того, как Джованни Контерно умер в феврале 2004 года в возрасте 75-ти лет, Роберто продолжил семейное дело по строгим традициям. В 2008 году Роберто Контерно купил виноградник в Serralunga’s Cerretta, а с 2009 года производство вина началось из этого урожая. В 2015 Роберто купил Cantina Gigi Rosso дорогой девятигектарный виноградник Arione, рядом с Cascina Francia. Новый виноградник включает более 3,5 га Nebbiolo da Barolo, чуть более чем 1 га Nebbiolo d’Alba и чуть более чем 1 га Barbera d’Alba.

## Производство
Barolo riserva Monfortino производится только из лучших урожаев винограда и не каждый год.
Виноград Неббайоло и Барбера произрастает на 16 гектарах виноградника Cascina Francia в Serralunga d'Alba, который полностью принадлежит Джакомо Контерно.
Barbera d’Alba DOC Cascina Francia
Разливается в возрасте 2-х лет (выдерживается в традиционных бочках). Производится 1 800 - 2 100 бутылок (160 - 190 гл).
Barolo DOCG Cascina Francia
Создается не каждый год, Разливается в возрасте 4 лет. Производится приблизительно 1 800 бутылок (160 гл).
Barolo riserva DOCG Monfortino
Создается только в удачные года. Разливается в возрасте 7 лет. Производится приблизительно 580 бутылок (52 гл).